# Guy Du Faur de Pibrac

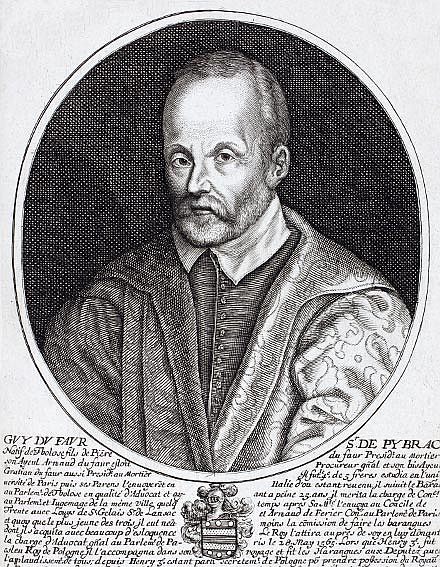
Guy Du Faur de Pibrac, etsning av Pierre Daret.

Guy du Faur de Pibrac, född 1529 i Toulouse, död den 30 maj 1586, var en fransk författare.
Pibrac studerade juridik i Paris och Padua samt förvärvade samtidigt stor humanistisk lärdom, fick snart en hög domartjänst, var 1562 en av Frankrikes tre representanter vid Tridentinska mötet och utnämndes 1565 till generaladvokat vid parlamentet i Paris, där han sedan blev president i "la grande chambre". År 1573 sändes han till Polen som kansler hos Henrik av Valois, vilken valts till konung där, och sökte, sedan denne flytt, fåfängt rädda hans krona. År 1578 blev han kansler hos Margareta av Navarra; i henne förälskade han sig, till följd varav han avskedades. Pibrac beklädde ytterligare flera höga förtroendeposter och gjorde sig känd även som skald.